# رشيد الضعيف
رشيد الضعيف (بالإنجليزية: Rashid Al Daif)‏؛ روائي وشاعر وأكاديمي لبناني، ولد في العام 1945. ترجمت أعماله إلى عدة لغات عالمية، ولا سيما روايته «تصطفل ميرل ستريب» ، و”عودة الألماني إلى رشده”، و”أوكي مع السلامة”، و”ليرننغ إنغلش”، وغيرها. منحه «المنتدى الثقافي اللبناني» في باريس «جائزة الابداع» لأنه «يرصد تحولات» مجتمع بلده في أعماله.

## بدايات
ولد رشيد الضعيف في زغرتا - شمال لبنان في 6 آب (أغسطس) 1945.
وكان قد أصدر رواية واقعية بعنوان «ألواح»، جاءت أقرب إلى سيرته الذاتية غير الكاملة. وقد حفلت بموضوع أثير عند الكاتب وهو الكشف عن أمور - منها الاجتماعي- قد يسبب الكشف عنها خجلا عند الآخرين، ووصفها بجرأة غير عادية.

وحمل غلاف الكتاب خلاصة لما يتضمنه، ومن ذلك قول رشيد الضعيف عن تاريخ مولده:
انفجاران حدثا في الوقت نفسه في 6 آب (أغسطس) 1945: انفجار القنبلة الذرية التي ألقيت على هيروشيما وانفجار رحم ياسمين (والدة الكاتب) فولدت رشيد.
رشيد الذي حمله تزامن الحدثين المتناقضين مسؤولية كبرى قرر أن يكتب عن: الأب الذي لم يحسن عملا قام به، عن الأم الجميلة المؤذية ببراءتها، عن الجد الذي حببه بالغناء، وصولا إلى نتالي الباريسية الحسناء التي قالت له تعال، فجاءها «مشيا على سطح الماء». عن مشاعر مجرد الشعور بها مدعاة للخجل فكيف بالبوح بها؟
حاز رشيد الضعيف درجة الدكتوراه في الأدب الحديث من جامعة السوربون في العام 1974. عمل مدرسًا للغة العربية للأجانب في جامعة باريس الثالثة من العام 1972 إلى العام 1974، وأستاذًا للغة العربية والأدب العربي في كلية الآداب والعلوم الإنسانية - الجامعة اللبنانية في بيروت من العام 1974 إلى العام 2008 حين تقاعده. وكان قد عمل أستاذًا زائرًا في جامعة تولوز الفرنسية من نيسان (أبريل) إلى أيار (مايو) 1999.

يؤكد رشيد في غير حوار معه أنه «ليس أديبًا» ولعل ذلك بسبب جرأته في الكتابة، وفي ذلك يوضح:
«الجرأة أمر نسبي، ولا أعرف هل يكون الروائي جريئاً لو أنه كتب مشاعر فعلية و» مخجلة«. الجرأة يجب أن» تُصنَّع«وإلّا فلا فائدة منها. سمّى العربُ القدماء الشعر والنثر» الصناعتين«. أقصد بالأديب، الكاتبَ الباحثَ عن الكلام الجميل، الذي يسعى وراء الصُوَر التي تُعجِب، والذي يهوى الاستعراض اللغوي. أما كتبي، فلا يعطيها الأب لابنته لتقرأها كي تتحسن لغتها. أكتب أشياء مزعجة وأُسمّي كتابتي» الكتابة الدنيا«بخلاف ما أسمّيه الرواية» الفصحى«التي تُعلَّم في المدارس، أو تُقرأ بفخر في الأمكنة العامة، ويستحق الأديب على كتابتها أو قراءتها تمثالاً يخلّد ذكراه في ما بعد».
ويقول إنه «ليس صاحب مدرسة في الكتابة أبشِّر بها»، ويضيف: 
«إذا سألتَني لماذا تكتب؟ أجيبك ببساطة: بماذا تريدني أن أعمل إذا لم أكتب؟ ليس لديّ نصيحة لهم (للروائيين الشبان). أتمنّى لهم فقط أن يكونوا أحراراً. ألّا يخافوا الحرّية. وبقدر ما ينتبه الإنسان إلى الحياة، تغتني كتابته».

## الثقافة والسرد
استهل رشيد كتاباته الإبداعية بالشعر في العام 1979، وما لبث أن أنتقل إلى عالم السرد في العام 1983. وإذ عاد إلى الشعر في العام 1993عبر ديوانه «أي ثلج يهبط بسلام»، لكن كانت شهرته وبصمته في عالم الأدب، في كتابة الرواية، وقد صدر له أكثر من سبع عشرة رواية، مقابل ثلاث مجموعات شعرية، ومجموعة قصصية قصيرة شخصياتها أطفال. وقد ترجمت أعماله إلى نحو اثنتي عشرة لغة.
يرى رشيد في حوار معه، أن ما كل ما يُكتب وُجد ليقرأه كل الناس، فمجتمعاتنا تمارس الكثير من النفاق، ومن واجب الكاتب أن يضيء على ما يرى ويشاهد، وهو ما قد يزعج البعض. فليس الهدف في النهاية عند كسر المحظورات أو تجاوز الخطوط الحمراء هو الإثارة «أنا لا أكتب مشاهد تستدعي الإثارة. ذلك أن هذه الأمور تأتي في نصوصي لأن لها وظيفتها، ومن دون ذكرها لا يمكن للرواية أن تكتمل. ليس من أدب في العالم ليس فيه مشاهد من هذا النوع».

ويقول رشيد الضعيف في حوار صحافي:
«لا أحبّ أن ألعب دور الحكيم الذي عجنته الحياة وراح يلقي النصائح ويوضح معاني الحياة والوجود. هناك لا شك بعض ممن يتقدم به العمر، يشعر بتفاهة الأشياء ولا معناها. أنا بالتأكيد أنتمي إلى جيل يمكن تسميته بـ«جيل الصدمات». كنا نريد تغيير العالم، ومع بداية الحرب الأهلية اللبنانية شعرنا بأن كل النظريات التي حاولنا أن نفهم بها العالم ونغيّره بها، انهارت وتساقطت. كانت محاولات اليسار للخروج من المأزق الذي تضعنا فيه الأنظمة والطوائف، مكلفة ولم تتكلل بالنجاح. لكن فشل اليسار لا يعني صواب الطوائف وقوى الظلام والجمود والعودة إلى الأصول. أنا مؤمن بأن الإنسان قادر بالمبدأ على الخلق والإبداع. الإنسان كائن خلّاق إذا انتبه».
في المقابل، لا يأتي الأسلوب الحيادي الذي غالباً ما يلحظ في روايات رشيد عفو الخاطر، فكل قصة لها ما يناسبها، وفي ذلك يقول: 
«رواية (أهل الظل) هي قصيدة في رواية أو رواية في قصيدة. وروايتي (ألواح) لغتها ليست حيادية على الإطلاق. وحين نقرأ (معبد ينجح في بغداد) ندخل إلى مكان تعبيري آخر. اللغة في نصوصي متوارية خلف الحدث، لغة شفافة نرى عبرها ما نريد قراءته. لكن مرات أخرى لا تكون كذلك. فاللغة أحياناً، تصبح شخصية من شخصيات الرواية، أعمل عليها بعناية. في (تقنيات البؤس) لم أستعمل أي فعل لا يمكن تصويره أو تجسيده. لم أستعمل كلمة تذكّر أو فكّر. لم أستخدم أحبّ أو كره. كنت أسعى إلى تلمس نمط وجود الخوف بدل أن أستعمل الفعل خاف مثلاً. كأن أقول (خرج من بيته، تلمّس حبة الأعصاب في جيبه، تدفقت الدماء إلى صدغيه...)، هنا اشتغلت على اللغة بهذا الشكل. فلكل أسلوب وظيفة ولكل حدث أسلوب ولكل حالة أسلوبها».
تشكل روايته «عودة الألماني إلى رشده» (2005)، حوارًا بين الشرق والغرب، ويتطرق عبرها لمسألة صراع الحضارات. وقد رد عليها الكاتب الألماني يواخيم هيلفر من جانبه بكتاب «خطاب مقابل خطاب». الكتابان ترجما وصدرا بالألمانية والعربية، وتمت ترجمتهما إلى الإنجليزية حيث نشرا في جامعة تكساس الأميركية. وكان الكتابان محور ندوة أقيمت في برلين.

## أعماله
أصدر رشيد الضعيف العديد من الأعمال في الرواية والشعر والبحث الأدبي، وقد ترجمت العديد من رواياته إلى لغات أخرى، كذلك أعيد طبع بعضها غير مرة. من أعماله:

### في الشعر
- حين حل السيف على الصيف (شعر) 1979.
- لا شيء يفوق الوصف (شعر) 1980.
- أي ثلج يهبط بسلام (مختارات - شعر) 1993.[18]

### في السرد
- أنسي يلهو مع ريتا - كتاب البالغين 1983 [19]
- المستبد (رواية) 1983.[20]
- فسحة مستهدفة بين النعاس والنوم (رواية) 1986.[21] - Passage to Dusk - 2001 [22]
- أهل الظل (رواية) 1987م. و 2001 [23][24]
- تقنيات البؤس (رواية) 1989.[25]
- غفلة التراب (رواية) 1991.[26]
- عزيزي السيد كواباتا (رواية) 1995.[27]
- ناحية البراءة (رواية) 1997م. This Side of Innocence - 2001 [28]
- ليرننغ انغلش (رواية) 1998.[29] Learning English - 2007 [30]
- تصطفل ميرل ستريب (رواية) 2001م. (طبعت نحو 8 طبعات، بالعربية وبلغات أجنبية [2])
- إنسي السيارة (رواية) 2002.[31]
- معبد ينجح في بغداد (رواية) 2004.[32]
- عودة الألماني إلى رشده (رواية) 2005.[33]
- أوكي مع السلامة (رواية) 2008 [34]
- تبليط البحر (رواية) 2011 [35] [36]
- هرّة سيكيريدا (رواية) 2013 [37]
- ألواح (رواية) 2016 [6] [38]
- خطأ غير مقصود (رواية) 2019 [39] [40][41]
- الأميرة والخاتم (رواية) 2020.[42]
- الوجه الآخر للظل (رواية) 2022.[43]

### مؤلفات أخرى
- Die Verschwulung Der Welt: Rede Gegen Rede: Beirut Berlin- 2009 [44]

### في السينما
دخل رشيد الضعيف عالم السينما مع المخرج اللبناني بهيج حجيج، إذ كتب قصة فيلم «غود مورنينغ» (صباح الخير)، كذلك تعاون مع مخرج الفيلم على كتابة السيناريو، وخرج العمل إلى الصالات في العام 2018. ويروي الفيلم حكاية مسنَّين اثنين تخطيا الثمانين من العمر، وهما متقاعدان يذهبان كل يوم إلى المقهى نفسه، ويتسليان بحل الكلمات المتقاطعة لتقوية الذاكرة وتنشيطها. وهما إذ يقومان بهذه التمارين اليومية لإبعاد شبح النسيان، يقرآن وهما يجلسان في الشارع، هموم المدينة والناس والمآلات، وكيف انتقل البلد من حال إلى حال.

## قيل فيه
وصفت الكاتبة والأكاديمية اللبنانية سوسن الأبطح أعمال رشيد الضعيف بالقول:
يبدو لك أن رشيد الضعيف الذي ينشر كتبه الأدبية منذ ما يناهز الأربعين سنة، من يوم أصدر مجموعته الشعرية «حين حلّ السيف على الصيف»، هو من المرّاس في الكتابة بحيث يحتفظ بمسافة مشغولة أيضاً كأسلوبه ولغته، بين شخصه وما يكتب، فبقدر ما يبدو جاداً يستطيع أن يصبح ساخراً في نصوصه، ومع أنه يوهمك ببساطة الجملة يشرح لك كم أن الوصول إلى هذه النتيجة يحتاج إلى تفكير ونحت وتخطيط. وهو جريء حقاً، وغالباً ما يثير تساؤلات حول موضوعات يكتب عنها، إلا أنه يعترف بأنه في الحياة خجول، وأن الأمر في الكتابة يستدعي منه الكثير من الإقدام والثبات، لا بل والثقة بالنفس. وهنا يتسلح بقول عربي قديم يقول: «من ألّف استهدف»، أي وضع نفسه هدفاً (أما المعنى الآخر الشائع فهو وضع لنفسه هدفاً).
ويلحظ الشاعر والأكاديمي اللبناني محمد ناصر الدين أن الكتابة الروائية عند رشيد الضعيف لا تبدو 
«مهووسة بالتاريخ أو النظريات أو التصنيفات التي تضعها في خانة الروايات التاريخية أو النفسية أو الفانتازية. لكن صاحب «عزيزي السيد كواباتا» و«تصطفل ميريل ستريب» و«هرة سيكيريدا»، لا يزال يستمتع بلعبته الأثيرة في تعرية السياسة والثقافة والمجتمع، تارة خلف قناع السخرية السوداء، أو انطلاقاً من فكرة فرويدية حول الفطام كما يفتتح روايته «خطأ غير مقصود» (دار الساقي ــ 2019) لينفذ سريعاً من هذه الفكرة إلى نقد مجتمعاتنا في قيم الأبوّة والأمومة التي تُبنى عليها قوانيننا وتحكم سلوكنا وأخلاقنا. في هذه الرواية، كما في «ألواح» (دار الساقي ــ 2016) التي سبقتها، يوهم «دون كيشوت الرواية اللبنانية» القرّاء بأنهم أمام كاتب يفضح ويعرّي نفسه في حميمياته من أجل مكاثفة لذة القراءة».

## الجوائز
2023م: جائزة محمد زفزاف للرواية العربية.

## وصلات خارجية
- مقابلة وثائقية مع رشيد الضعيف / قناة العربية
- رشيد الضعيف لـ«الشرق الأوسط»: لم تعلمني والدتي كيف أكون مواطناً

- رشيد الضعيف: لا أكتب أدباً بل أشياء مزعجة: رواية مشغولة بهموم وصغيرة ومشرّعة على التاريخ والسياسة والثقافة
- صباح النور│«خطأ غير مقصود».. اخر روايات رشيد الضعيف
- رشيد الضعيف و”اللغة” الثالثة
- رشيد الضعيف: قتلنا نحن العرب جميعا وبقيت قضايانا
- روافد مع الروائي رشيد الضعيف
- رشيد الضعيف في موقع Ehden Family Tree